# 诺亚布里斯克
诺亚布里斯克是俄罗斯亚马尔-涅涅茨自治区的第二大城镇，位于西伯利亚油田中央，人口101,235人（2023年）；96,440人（2002年）。
诺亚布里斯克建于1977年，原名汉托（Khanto）。为纪念于1976年11月到达该地的第一批人，改为现名（在俄语中“Ноя́брь”意为“11月”）。

## 友好城市
- 乌克兰日托米爾州科羅斯堅（1999年）